# 中村英夫 (洋画家)
中村 英夫（なかむら ひでお、1929年 - 2024年）は、日本の洋画家・絵物語作家・挿絵画家。北海道、信州など、日本の各地の渓流、海、民家、富士を写実的なタッチで描く。

## 略歴
現在の東京都中央区入船で生まれ育つ。実家は製本工場で、製本師・装丁家の中村重義の三男。名付け親は、書物研究家・「書物展望社」の齋藤昌三であった。
明治大学政経学部を卒業。連合国軍最高司令官総司令部に1年間勤務した後、実家の製本工場の関係で秋田書店に創業時に入社。社員として勤務しながら独学で学んだ絵で『譚海』誌に絵物語を描く。社外の仕事がきっかけとなり秋田書店社長から独立を勧められ、退社して専業の絵物語作家となった。中本達也（元多摩美術大学教授、第3回安井賞受賞者）と舞台美術の仕事にも携わる。
漫画による絵物語の衰退で挿絵画家に転向。交友関係は山川惣治らであった。漫画原作者・梶原一騎と組み、少年漫画誌に連載する。出版物としては小学館刊行世界名作シリーズ、朝日ソノラマ、講談社、集英社、ポプラ社などの児童向け単行本、福音館書店の絵本、少年、少年サンデー、少年マガジン、少年キング、少年チャンピオン、明星、平凡等に連載していた。1969年、少年週刊漫画誌少年ジャンプの創刊号の表紙の絵を描く。
1970年代より洋画家に転業。1972年より、「海と山の空展」、「精鋭作家展」、「新自然展」などを開催。1975年、自然協会設立。
日本美術家連盟会員。全国の小田急、東武、そごう、三越、東急、西武、松坂屋、などのデパート・百貨店で個展を開催している。
アニメをやりたいと意欲を燃やす。